# Outrepont
 Outrepont  es una población y comuna francesa, en la región de Champaña-Ardenas, departamento de Marne, en el distrito de Vitry-le-François y cantón de Heiltz-le-Maurupt.

## Demografía
| 93 | 81 | 81 | 102 | 111 | 84 |
| Para los censos de 1962 a 1999 la población legal corresponde a la población sin duplicidades (Fuente: INSEE [Consultar]) |    |    |     |     |    |